# James Mattis (Radsportler)
James Mattis (* 28. Januar 1973) ist ein US-amerikanischer Radrennfahrer.
James Mattis begann seine Karriere 2003 beim Webcor Cycling Team. In seinem ersten Jahr dort gewann er eine Etappe beim Elkhorn Classic. Im nächsten Jahr gewann er das zweite Teilstück der Tour de Nez und belegte dort den zweiten Platz in der Gesamtwertung. 2008 gewann Mattis zwei Etappen beim Madera County Stage Race und konnte so auch die Gesamtwertung für sich entscheiden. Bei der US-amerikanischen Amateur-Meisterschaft in Kalifornien wurde er nationaler Meister im Straßenrennen.

## Erfolge
2008
- US-amerikanischer Meister – Straßenrennen (Amateure)

## Teams
- 2003 Webcor Cycling Team
- 2004 Webcor Cycling Team
- 2005 Webcor Builders Cycling Team

- 2009 California Giant-Specialized
- 2010 California Giant Berry Farms
- 2013 California Giant-Specialized